# Ligament annulaire du radius
Le ligament annulaire du radius (ou ligament annulaire du coude) est un ligament de l'articulation radio-ulnaire proximale.

## Description
Le ligament annulaire du radius est une bande fibreuse qui entoure la base de la tête du radius. Il est attaché par ses deux extrémités aux berges antérieure et postérieure de l'incisure radiale de l'ulna.
Sa face profonde est recouverte de cartilage en continuité avec le cartilage hyalin de l'incisure radiale et forme une surface articulaire de l'articulation radio-ulnaire proximale.
En haut, le ligament est soutenu par des attaches au ligament collatéral radial de l'articulation du coude et à la capsule fibreuse de l'articulation du coude.
En bas, quelques fibres attachées au col du radius soutiennent un pli de la membrane synoviale sans gêner les mouvements au niveau de l'articulation.
Une bande épaissie, le ligament carré, s'étend du bord inférieur du ligament annulaire, sous l'incisure radiale de l'ulna, jusqu'au col du radius.

## Anatomie fonctionnelle
Le ligament annulaire du radius maintient la tête du radius en contact avec l'incisure radiale de l'ulna.
La tête du radius est plus large que le col de l'os, et le ligament annulaire enserrant les deux, la tête radiale est "piégée" à l'intérieur du ligament qui agit ainsi pour empêcher le déplacement distal du radius. Il aide à stabiliser la tête du radius et l'articulation radio-ulnaire proximale.
Le ligament est fort et bien défini, mais sa flexibilité permet à la tête légèrement ovale du radius de tourner librement pendant la pronation et la supination,.

## Aspect clinique
Les enfants qui n'ont pas fini de fusionner leur plaque épiphysaire radiale proximale peuvent subir des luxations de cette articulation. Cela peut se produire lorsque les parents secouent brusquement leurs enfants par les bras ou en le rattrapant pour l'éloigner d'un danger.